# Naoko Yamada
Naoko Yamada (anhörenⓘ 山田 尚子 Yamada Naoko, * 28. November 1984 in der Präfektur Gunma) ist eine japanische Animatorin und Filmregisseurin.

## Leben
Yamada wurde am 28. November 1984 in der Präfektur Gunma geboren. Bereits im Kindesalter zeichnete sie Figuren aus Patlabor und der Dragonball-Serie nach. In der Grundschule spielte sie im Volleyball-Club; in der Highschool trat sie dem Tennis- und Fotografie-Club bei. Naoko Yamada studierte Kunstwissenschaft an der Kyoto University of Art and Design, wobei sie sich auf Ölmalerei spezialisierte, und war Mitglied des Special-Effect-Clubs der Universität.

## Karriere
Yamada plante nach ihrem Abschluss an der Universität in der Filmindustrie zu arbeiten, verwarf diesen Plan jedoch als sie beim Animationsstudio Kyōto Animation anfing, nachdem sie eine Werbesequenz des Studios gesehen hatte. Ihre erste Arbeit bei Kyōto Animation bestand im Tweening der Animeserie Inu Yasha. Sie wurde später zur Schlüsselzeichnerin der auf dem Computerspiel Air basierenden gleichnamigen Anime-Adaptation befördert.
Nachdem sie Regie an einer Episode der Animeserie Clannad geführt hatte, wurde sie gefragt, ihre erste Arbeit als Regisseurin einer kompletten Animeserie anzufertigen. Ihr Debüt als hauptverantwortliche Regisseurin gab Yamada für K-On!. Diese war sehr erfolgreich, sodass eine zweite Staffel, sowie mehrere Kinofilme produziert wurden. Naoko Yamada führte 2013 Regie in der Animeumsetzung Tamako Market und dem dazugehörigen Spielfilm Tamako Love Story ein Jahr später. Für den Kinofilm, bei der sie sich zudem für das Storyboard verantwortlich zeigte und den Liedtext des Vorspannliedes Everybody Loves Somebody schrieb, wurde Yamada mit dem New Face Award auf dem Japan Media Arts Festival ausgezeichnet.
Naoko Yamada erarbeitete den Animefilm A Silent Voice, der auf dem gleichnamigen Manga basiert, und im September 2016 in Japan veröffentlicht wurde. Der Film spielte allein in Japan 2.3 Milliarden Yen ein und erhielt zahlreiche Nominierungen und Auszeichnungen, darunter den Mainichi Eiga Concours und einen Japan Academy Prize.
Yamadas neuester Kinofilm Liz und ein Blauer Vogel, der zum Anime-Franchise Sound! Euphonium gehört, feierte im April 2018 Kinopremiere in Japan.

## Filmografie

### Hauptwerke
- K-On! (2009, Animeserie)
- K-On!: Live House! (2010, OVA)
- K-On!! (2010, Animeserie)
- K-On!!: Plan!! (2011, OVA)

Signatur von Naoko Yamada

- K-On! The Movie (2011, Anime-Film)
- Tamako Market (2013, Animeserie)
- Tamako Love Story (2014, Anime-Film)
- A Silent Voice (2016, Anime-Film)
- Liz und ein Blauer Vogel (2018, Anime-Film)
- The Heike Story (2021, Web-Anime)

### Beteiligungen (Auswahl)
- Beyond the Boundary (Storyboard, Regie, eine Episode)
- Clannad (Storyboard, Regie, einzelne Episoden)
- Hyōka (Storyboard, Regie, zwei Episoden)
- Die Melancholie der Haruhi Suzumiya (Storyboard, Regie, eine Episode; Schlüsselanimation, mehrere Episoden)
- Miss Kobayashi’s Dragon Maid (Storyboard, Regie, eine Episode)
- Myriad Colors Phantom World (Storyboard, eine Episode)
- Violet Evergarden (Storyboard, eine Episode)

## Auszeichnungen und Nominierungen
- Japan Media Arts Festival
  - 2014: New Face Award für Tamako Love Story (gewonnen[4])